# DSB IC4
Pour les articles homonymes, voir IC4 (homonymie).
La rame DMU IC4 Diesel Multiple Units IC4 est un train articulé insécable destiné au trafic rapide inter-cités construit par le constructeur italien AnsaldoBreda S.p.A. sur commande des Danske Statsbaner - DSB, les chemins de fer du Danemark. La première rame a été livrée le 20 août 2003. Le premier « DMU IC4 » a été mis en service le 25 juin 2007 sur la ligne Århus-Aalborg. Une autre rame a été mise en service le 27 août sur la ligne Århus-Fredericia dans l'Est du Jutland. Deux autres rames ont été mises en service à l'automne 2007.
En novembre 2002, une commande complémentaire pour la construction de 23 rames similaires mais ne comportant que 2 caisses DSB IC2 a été passée au constructeur italien.

## Conception
Le cahier des charges général de l'appel d'offres international, lancé par les chemins de fer danois Danske Statsbaner - DSB en 2000 pour la fourniture de 14 rames régionales rapides de la première commande ferme, imposait que le projet devait permettre de réduire fortement les temps de trajet, offrir un très haut niveau de confort aux voyageurs, avoir une fiabilité élevée et des coûts de fonctionnement et de maintenance faibles, mais surtout n'avoir aucun impact sur l'environnement.
Les rames indéformables DMU IC4 sont composées de quatre voitures articulées selon le schéma M+R+R+M, d'une longueur totale de 86,00 mètres. Les rames peuvent être accouplées en multiple, jusqu'à 5 UM, et sont homologuées pour une vitesse de 200 km/h (alors que le Danemark limite la vitesse sur ses voies ferrées à 180 km/h). La structure en aluminium des voitures permet un gain appréciable du poids et augmente de ce fait les prestations globales. Tous les matériaux composant les rames sont entièrement recyclables sans aucune exception. 
Les deux éléments d'extrémité sont aérodynamiques et de dessin moderne. La structure est conçue pour absorber l'énergie générée en cas de choc frontal à haute vitesse, jusqu'à 6 MJ. La pointe avant à chaque extrémité abrite un attelage automatique Scharfenberg.
Chaque rame offre 208 places assises avec un module de 2100 mm. L'aménagement intérieur peut être adapté selon la nécessité du service. La composition de la rame inclut une voiture spéciale avec plancher surbaissé à 600 mm du rail, pour l'accès des personnes PMR à fauteuil, abrite un bar, une cabine téléphone et une zone polyfonctionnelle, où les personnes à mobilité réduite trouvent place, les jeunes parents avec leurs poussettes, etc. Chaque voiture est équipée d'une très large porte de chaque côté de 1400 mm. Le design, étudié avec le bureau de style italien Pininfarina, est agréable et assure un confort de niveau élevé. Un compartiment réservé aux bicyclettes est également prévu, moyen de locomotion très prisé au Danemark.
Les éléments de confort comprennent la climatisation, le chauffage qui récupère les calories dégagées par les moteurs diesel, un circuit d'informations du public audio/vidéo avec des écrans aux places réservées, des fauteuils inclinables avec casques écouteurs, trois toilettes dont réservée aux handicapés. Le confort des passagers est amélioré du fait de la présence de suspensions pneumatiques.
La propulsion est assurée par quatre moteurs diesel IVECO VECTOR V20 de 20 080 cm3 à injection directe Common Rail à basses émissions polluantes, assurant une puissance bridée à de 2 240 kW.

## Design
Le design est le fruit d'une longue mise au point entre les responsables danois des DSB très enclins aux solutions minimalistes et simplistes, comme les aiment les peuples du Nord de l'Europe avec une utilisation importante du bois, et les designers italiens de Pininfarina. Les aménagements intérieurs favorisent les matériaux naturels. Il est possible de réserver des billets et des places à partir du train lui-même. La disposition des fauteuils est systématiquement du type face à face avec de grande tablettes.

## Controverse
Les retards de mise en service des premières rames prévue fin 2003 mais réalisée fin 2007 ont été tels que les DSB ont menacé Ansaldo de rompre le contrat (83 rames) si 14 rames n'étaient pas prêtes à la mise en exploitation d'ici mai 2009. Cela a soulevé la controverse au niveau gouvernemental sur la rénovation des lignes danoises : la commande à AnsaldoBreda de rames diesel abandonnait, de fait, l'idée d'électrification généralisée alors que les déboires actuels remettaient l'électrification à l'ordre du jour. 
La première liaison longue distance d'une rame DMU IC4 a eu lieu le 7 août 2008, entre Aalborg et Copenhague. La validation finale pour le service en unités multiples a été accordée le 9 novembre 2010. La dernière rame n° 82 (MG 5683), a été livrée aux DSB en septembre 2013. Depuis 2015, les 82 rames DMU IC4 circulent régulièrement sur les lignes Aarhus-Copenhague, Aarhus-Aalborg, Aarhus-Esbjerg, Odense-Fredericia et Copenhague-Holbæk-Kalundborg.

## Curiosité
En 2009, en accord avec les responsables danois, la rame MG 5609 a été offerte à la Libye par l'État italien à l'occasion des 40 ans du Colonel Kadhafi. L'aménagement intérieur a été transformé en salons luxueux. Cette rame n'appartient plus à la DSB et ne sera pas remplacée dans la livraison des 83 unités de la commande initiale du Danemark qui a été réduite à 82 unités.